# Ribon
Ribon Magazine (りぼん) es una revista manga publicada mensualmente en Japón de la mano de Shueisha. Su primera entrega apareció en agosto de 1955. Cada edición consta de 400 páginas, en las que se reparten capítulos de diversos mangas historias en blanco y un color diferente cada una para que puedan ser distinguidas fácilmente. Generalmente incluye regalos pequeños como juguetes, libretas, maquillaje, agendas, etc (merchandising). A estos regalos se les llama "furoku".
La Ribon está especializada en la publicación de shōjo, demografía orientada a chicas jóvenes, desde la escuela primaria hasta la escuela secundaria. Los manga shojo más populares suelen ser los que publica la Ribon y, por lo general, las autoras de esta demografía son mujeres.

## Mangas publicados
- Tenshi Nanka Ja Nai (No soy un ángel)
- Aishiteruze Baby
- Akazukin Chacha
- Chibi Maruko-chan
- Full Moon wo Sagashite
- Dice
- GALS!
- Kodomo no Omocha
- Mahoutsukai Sally
- Marmalade Boy
- Mint na Bokura (Somos Chicos de Menta)
- Momo
- Kamikaze Kaitō Jeanne
- Ultra Maniac
- Demashita! Powerpuff Girls Z
- Yumeiro Patissiere
- Sakura Hime Kaden
- Datte suki nan damon (Porque me gustas)
- Baby it's you
- Kon Puri
- Ageha 100%
- Tenka Muteki R
- 0×0 Memories
- Majokaru Majokaru
- Fushigi no Hanazono
- Stardust Wink
- Shinshi Domei Cross
- Petit Parade
- Hiyokoi

## Autoras destacadas
- Wataru Yoshizumi
- Arina Tanemura
- Mihona Fujii
- Miho Obana

- Datos: Q1189613